# ファンタジー (岩崎宏美の曲)
「ファンタジー」は、1976年1月25日にリリースされた岩崎宏美の4枚目のシングル。発売元はビクター音楽産業。

## 概要
同名のアルバムからの先行シングル。岩崎は1976年大晦日の第27回NHK紅白歌合戦に出場し、表題曲の歌唱を披露した。

## 収録曲
- 両楽曲共に、作詞：阿久悠／作曲・編曲：筒美京平

1. ファンタジー
2. パピヨン